# Yrrah
Yrrah (pseudoniem bestaande uit zijn gespiegelde voornaam), geboren als Harry Lammertink (Apeldoorn, 7 november 1932 – Amsterdam, 2 maart 1996) was een Nederlands cartoonist.

## Leven
Harry Lammertink groeide op in Apeldoorn. Hij verhuisde in 1951 naar Amsterdam. Hij ging werken als grafisch tekenaar en ontwikkelde zich binnen korte tijd tot cartoonist naar Amerikaans voorbeeld. In de begintijd werkte hij voor Het Parool.
Yrrah tekende doorgaans over de schaduwzijde van de mens. Ziekte, dood en verval waren centrale thema's. Wellicht was dit een gevolg van de zwakke gezondheid waar hij tot in zijn puberteit mee te kampen had. Hij had een grote afkeer van religie en fascisme, maar was geobsedeerd door vrouwen. Klaas Beuker, kamerlid van de Rooms Katholieke Partij Nederland stelde op 9 juni 1976 Kamervragen over een cartoon waarin een zwangere non wegliep van een Christusbeeld.

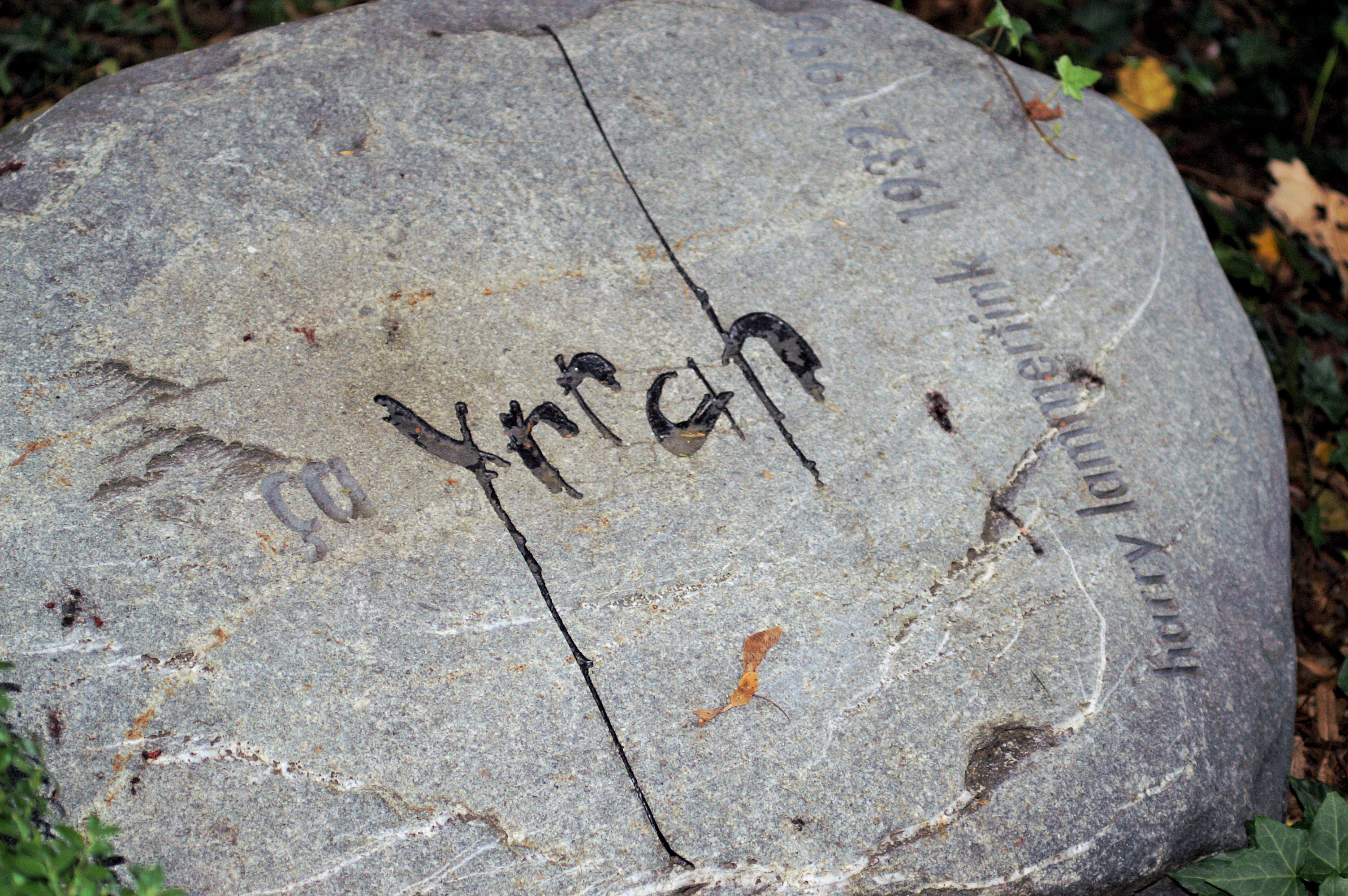
Graf van Harry Lammertink op Zorgvlied

Yrrah had een productie van soms meer dan vijftig tekeningen per maand maar was toch vaak bang dat hij op een dag geen nieuwe ideeën meer zou hebben. Zijn tekeningen worden gekenmerkt door een scherpe pointe en een laag gezichtspunt. Hij zei inspiratie te putten uit zijn frustraties en te tekenen als vanuit een schuttersputje. Yrrah publiceerde onder meer in Het Parool, KRO Studio en bijna alle andere Nederlandse dagbladen maar ook in Rijam-schoolagenda's. Een kleine dertig jaar publiceerde hij bijna iedere week in Vrij Nederland. De laatste jaren liep zijn productie aanzienlijk terug. Zijn laatste cartoon in Vrij Nederland dateert van maart 1995. Hij kreeg ook internationaal bekendheid doordat hij vanaf de zestiger jaren in diverse Europese en Amerikaanse kranten en tijdschriften publiceerde. Zoals Die Zeit, Frankfurter Allgemeine, Pardon, Stern, Humo, Cavalier, Corriere della Sera, Luï, Paris Match, Colliers, Harper's Bazaar, Playboy en Esquire. Yrrah stelde zelf van zijn werk een tiental boeken samen die bij De Arbeiderspers en Querido verschenen.
Yrrah kreeg zijn laatste rustplaats op de Amsterdamse begraafplaats Zorgvlied. Hij liet ruim 7000 tekeningen na. In 2002 was er een tentoonstelling van Yrrahs werk in de Kunsthal Rotterdam. Datzelfde jaar werd onder de titel 'Zwart bloed', dat als een synoniem van melancholie kan worden opgevat, een overzicht van zijn werk en leven uitgebracht door uitgeverij De Harmonie.

## Werk
- Yrrahtioneel; De Arbeiderspers, Amsterdam 1958
- Dies Yrrah; De Arbeiderspers, Amsterdam 1959
- Yrrah Kiri; Querido's Uitgeverij, Amsterdam 1964
- Yrrah's Irre Welt; Frankfurt/Main 1961
- Yrrah avslöjar hemlivets hemska hemligheter; Stockholm, 1961
- Yrrah berättar om var unferbara värld; Stockholm 1962
- Cartoons; Querido's Uitgeverij, Amsterdam 1971, ISBN 90-214-1141-5
- Yrrah; Querido's Uitgeverij, Amsterdam 1973
- Das Buch Der Bösen Bilder; Cartoons; Fischer; Frankfurt/Main 1978
- Shockproof; Querido's Uitgeverij,Amsterdam 1978
- 55/80; Querido's Uitgeverij, Amsterdam 1980, ISBN 90-214-8922-8
- Inkt; Querido's Uitgeverij; Amsterdam 1983, ISBN 90-214-8923-6
- Deadline; Querido's Uitgeverij; Amsterdam 1988, ISBN 90-214-8925-2
- Zwart Bloed; De Harmonie; Amsterdam 2002, ISBN 90-6169-653-4

- Biografisch Portaal: 65722282
- Digitale Bibliotheek voor de Nederlandse Letteren: yrra001
- Gemeinsame Normdatei: 109487036
- International Standard Name Identifier: 0000 0001 2017 0312
- Library of Congress Control Number: n78095683
- Nederlandse Thesaurus van Auteursnamen: 069296871
- RKD-Nederlands Instituut voor Kunstgeschiedenis: 86013
- Système universitaire de documentation: 235245976
- Virtual International Authority File: 267359110
- WorldCat: E39PBJfxfGxTQFDVjrKD7DYByd